# Prospect Hill (Arlington, Virginia)

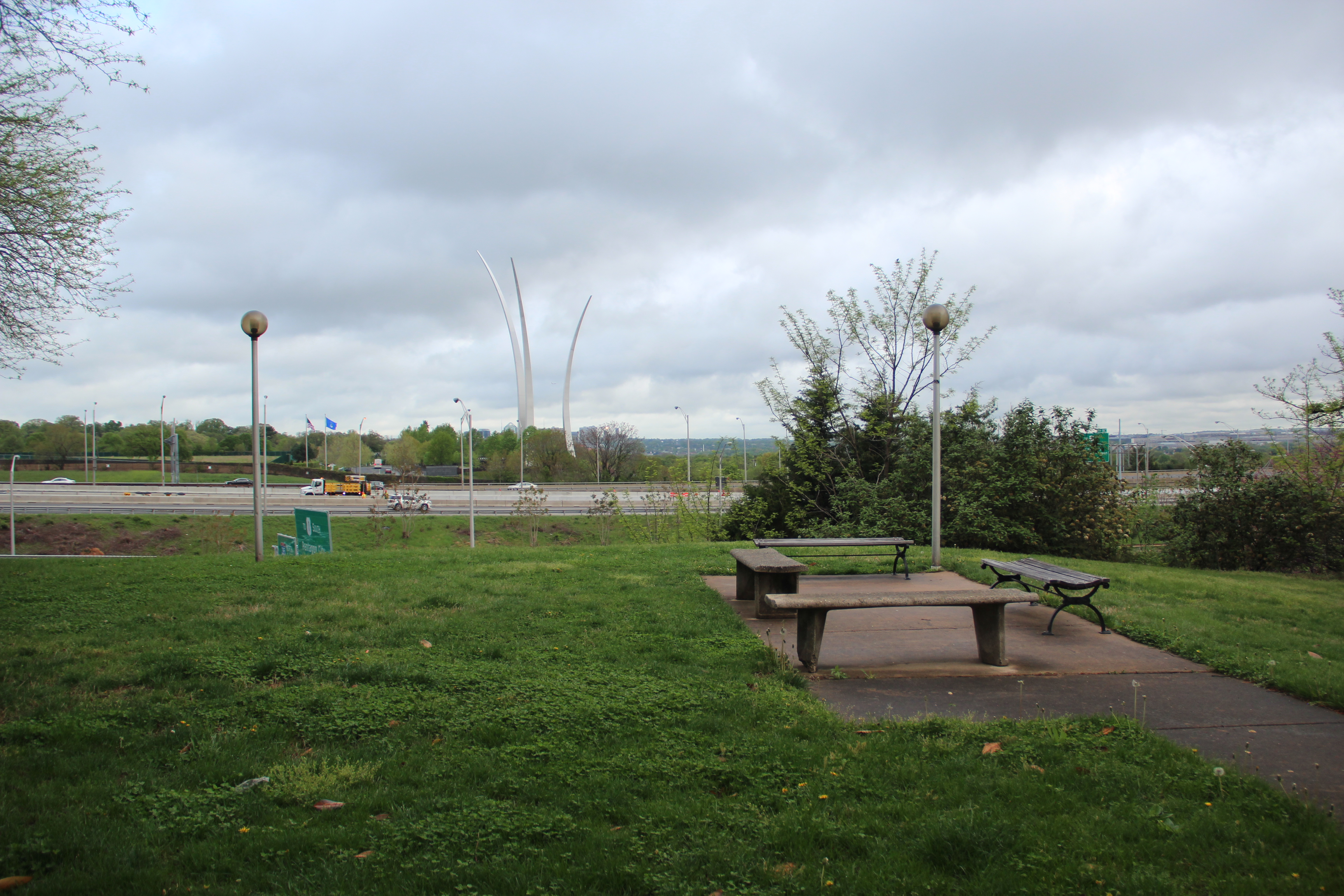
Vista de Prospect Hill

Prospect Hill no condado de Arlington, Virgínia, é o antigo local de uma mansão de estilo federal construída em 1841 pelo empreiteiro James Roach no condado de Arlington (então denominado Condado de Alexandria). A casa foi construída em Arlington Ridge Road . Em 1861, o terreno foi apreendido e vandalizado pelos soldados da União durante a construção do Forte Runyon e do Forte Albany . A casa foi demolida em 1965, mas um marco histórico foi colocado no local. Roach também havia fornecido a maior parte do material para o Canal de Alexandria, a Ponte do Aqueduto e a Ferrovia de Alexandria, Loudoun e Hampshire .
Após os ataques de 11 de setembro, Prospect Hill se tornou um local popular para fotos tiradas do Pentágono depois que ele foi colidido pelo vôo 77 da American Airlines .
O local também abriga o Prospect Hill Park de 0,4 acres.